# 安井宏
安井 宏（やすい ひろし、1947年3月15日 - ）は、日本の法学者。専門は民法、特に法律行為論・約款論。学位は、法学修士。元関西学院大学教授。元同大学大学院司法研究科長。大阪市出身。

## 略歴
- 大阪府立八尾高等学校卒業
- 1969年　関西学院大学法学部卒業
- 1974年　関西学院大学大学院法学研究科博士課程単位取得満期退学
- 1974年　広島修道大学法学部専任講師
- 広島修道大学法学部助教授
- 1988年　広島修道大学法学部教授
- 広島修道大学法学部長
- 1996年　関西学院大学法学部教授
- 2004年　関西学院大学大学院司法研究科教授
- 2006年　関西学院大学大学院司法研究科長(2008年3月まで)
- 2015年　関西学院大学法学部教授を退任

## 恩師
大学院では、山下末人（現関西学院大学名誉教授）に師事した。

## 著書
- 『法律行為・約款論の現代的展開』（法律文化社、1995年）
- 『新民法教室Ⅱ』（共著、法律文化社、1997年）
- 『民法Ⅰ [総則]』（共著、青林書院新社、2002年）

- 『新版注釈民法（10）Ⅰ　債権（1）　債権の目的・効力（1）』（分担執筆、有斐閣、2003年）
- 『はじめて学ぶフランス』（分担執筆、関西学院大学出版会、2004年）
- 『プリメール民法1 民法入門・総則  第2版』（共著、法律文化社、2005年）

## 論文
- 『サン-ディディェの労働法と債務法の対立論（1）』（法と政治51巻2号、2000年）
- 『阪神大震災の二日半後に発生した電気ストーブによる通電火災につき地震との因果関係が認められたが保険契約者にも過失があったとして支払保険金が減額された事例（大阪高裁平成11.6.2判決）』（判例時報1737、2001年）
- 『山下民法学における基本的認識と法律行為論』（法と政治50巻1号、1999年）
- 『地震約款の拘束力についての一試論：最近の下級審判例を素材として』（法と政治49巻4号、1998年）
- 『リーグの原因理論』（法と政治32巻1号、1981年）
- 『普通約款の拘束力に関する一考察』（法と政治24巻2号、1973年）
- 『フランスにおける現代契約理論の動向』（法律時報66巻1号、1981年）
- 『《意思主義の復権》という比喩は、どのように理解し評価すればいいか』（『現代契約と現代債権の展望』第4巻、1994年）
- 『家事裁判例紹介 禁治産宣告についての裁量の自由を否定した事例（広島高裁平成10.5.26決定）』（民商法雑誌Vol.121 No.4・5、2000年）
- 『ピエール・ゴデの「意思と黙示の表示」について-2-』（修道法学Vol.11 No.2、1989年）
- 『ムズアギの免責約款論-2完-』（修道法学Vol.10 No.1、1987年）
- 『ムズアギの免責約款論-1-』（修道法学Vol.8 No.2  （1985年）